# Bahnhof Calw
Der Bahnhof Calw in der baden-württembergischen Stadt Calw befand sich an der Nagoldtalbahn Pforzheim Hbf–Hochdorf (b Horb) und der Württembergischen Schwarzwaldbahn Stuttgart-Zuffenhausen–Calw und wurde 1989 im Personenverkehr durch den zentraler gelegenen Haltepunkt Calw ersetzt.

## Lage
Der ehemalige Bahnhof befindet sich rund einen Kilometer außerhalb des Zentrums am südlichen Stadtrand im Tal der Nagold, das repräsentative, in Sandstein gebaute Empfangsgebäude hat die Anschrift Bahnhofstraße 65. Zwischen dem Bahnhof und dem Fluss verläuft die Bundesstraße 463. In nordöstlicher Richtung zweigte bis 1988 die Strecke nach Stuttgart-Zuffenhausen von der Strecke nach Pforzheim ab. Beide Strecken führen weiter in Richtung Norden zunächst parallel, aber in unterschiedlicher Höhenlage durch die Stadt, bevor sich die Schwarzwaldbahn bei Hirsau nach Osten von der Nagoldtalbahn entfernt.
Die Lage deutlich entfernt vom Stadtzentrum war für den ursprünglichen Betrieb mit Dampfloks und Güterzügen und der damit verbundenen Lärm-, Staub- und Rauchbelästigung in dem engen Tal der Nagold eine verständliche Entscheidung. Für den Personenverkehr war aber diese Distanz umständlich. 

## Geschichte

### Entstehung (1865–1874)
Am 20. Juni 1872 wurde der letzte und aufwändigste Teil der Württembergischen Schwarzwaldbahn zwischen Weil der Stadt und Calw eröffnet und damit auch der Bahnhof Calw. Der heute zur Nagoldtalbahn gehörende Streckenabschnitt Calw–Nagold wurde als Teil der von Stuttgart-Zuffenhausen kommenden Hauptbahn gebaut. Gleichzeitig wurde auf dem Bahnhofsgelände auch das Bahnbetriebswerk Calw in Betrieb genommen. Es hatte einen 47 m langen zweigleisigen beidseitig angeschlossenen Lokschuppen mit vier Ständen. Es gab eine 16-Meter-Drehscheibe.
Am 1. Juni 1874 folgte die Eröffnung des Streckenabschnitts Brötzingen–Calw in Richtung Norden auf der Nagoldtalbahn, wodurch der Bahnhof Calw zum Trennungsbahnhof wurde.

### Entwicklung bis zum Zweiten Weltkrieg (1874–1945)

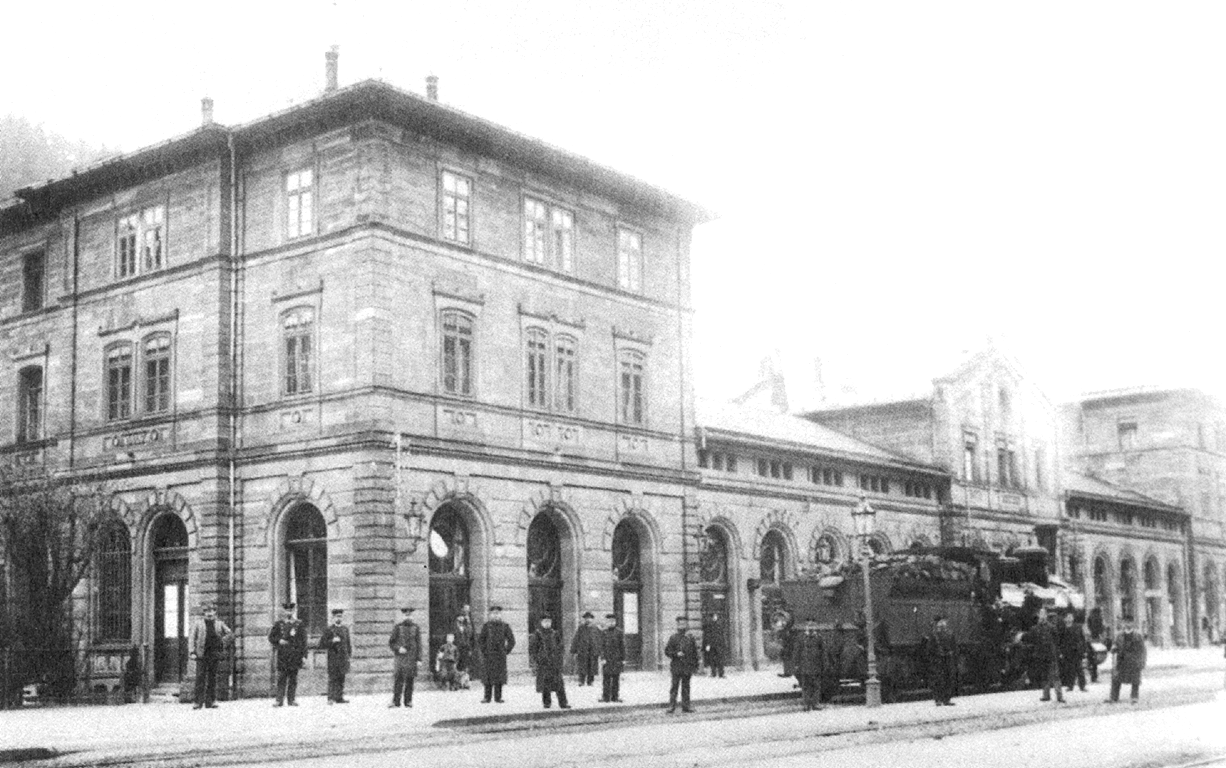
Der Bahnhof Calw um 1900

In den Anfangsjahren der Nagoldtalbahn verkehrten zwischen Calw und Horb – von Stuttgart kommend – Fernzüge über die Württembergische Schwarzwaldbahn nach Singen am Hohentwiel und weiter bis an den Bodensee oder nach Schaffhausen. Dies währte jedoch nur bis 1879, als die Gäubahn in Betrieb ging, mit der diese Verbindung verkürzt werden konnte.
1892 wurde im Bahnbetriebswerk eine eingleisige Werkstatt mit Achssenke errichtet. Der große Lokschuppen wurde 1942 um zehn Meter verlängert.

### Nach dem Zweiten Weltkrieg (1945–1989)
Im Jahr 1953 wurde das Bahnbetriebswerk Calw als selbständige Dienststelle aufgelöst, es war jedoch noch zwei Jahre lang Einsatzstelle für Dampflokomotiven. 1961 wurde eine Dieseltankstelle errichtet. 1973 wurden die Gebäude des Betriebswerks Calw abgebrochen. Dabei sind die Gleise des Betriebswerks, die Fundamente der Gebäude und die Reste der Drehscheibe erhalten geblieben.
Am 29. Mai 1983 wurde der Personenverkehr zwischen Weil der Stadt und Calw eingestellt. Dadurch verlor der Bahnhof Calw seine Funktion als Umstiegsbahnhof zwischen Nagoldtal- und Schwarzwaldbahn. Am 29. Februar 1988 endete auch der Güterverkehr zwischen Weil der Stadt und Calw.

### Ersatz durch neuen Haltepunkt (seit 1989)

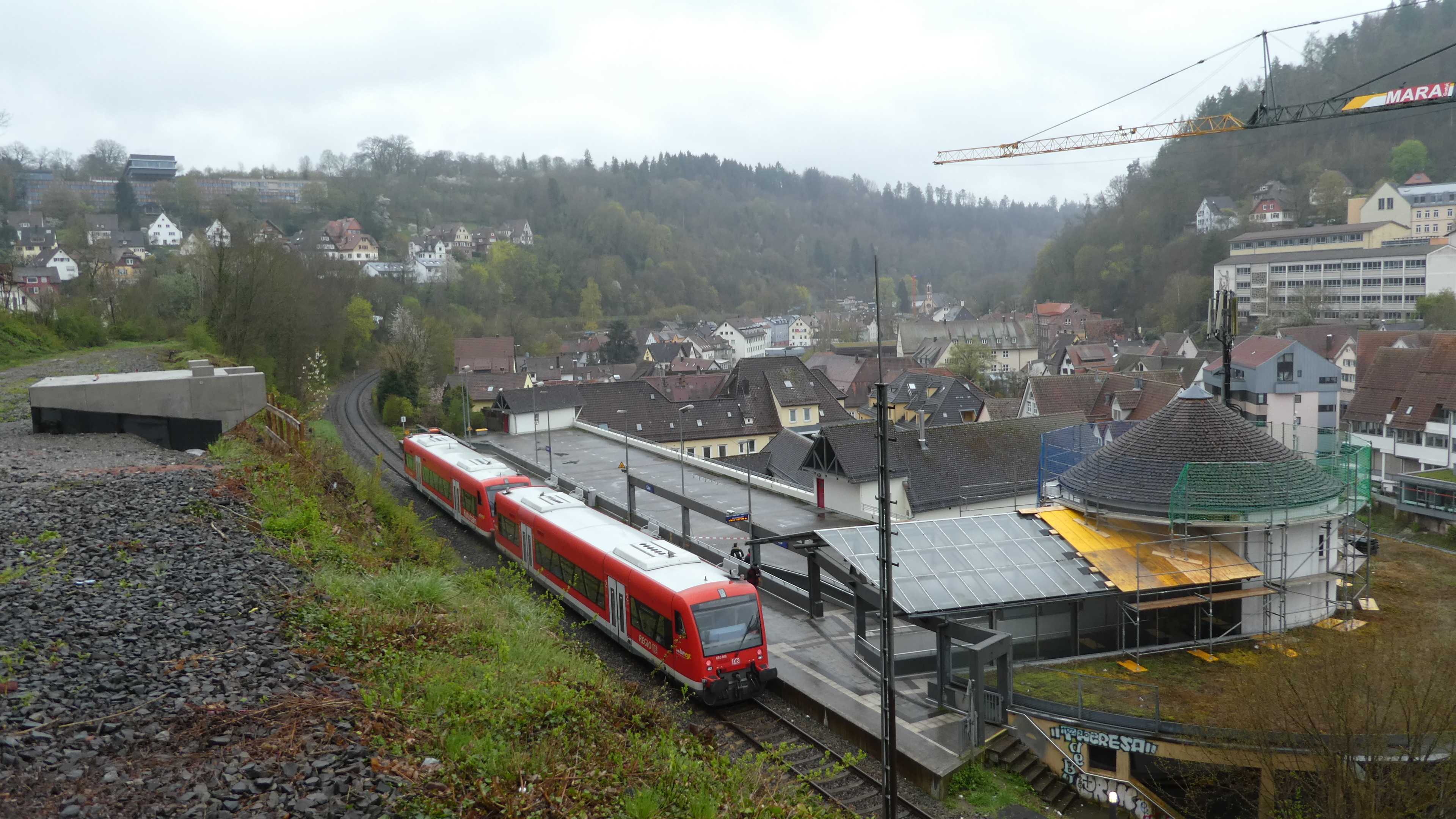
Haltepunkt Calw

1989 wurde auf der Nagoldtalbahn der Signalisierte Zugleitbetrieb (SZB) eingeführt. Mittels dieses Systems erfolgt unter anderem die Stellung von Weichen, Signalen und Schranken von zentraler Stelle. Zeitgleich mit der Inbetriebnahme des SZB ging der neue zentrumsnahe Haltepunkt Calw in Betrieb. Dieser liegt unmittelbar neben dem Zentralen Omnibusbahnhof (ZOB) der Stadt. Der Bahnsteig ist über ein turmartiges Zugangsbauwerk mit Aufzug zu erreichen. Mit Eröffnung des Haltepunktes entfielen die Reisezughalte im alten Bahnhof Calw. Später wurde dieser auch im Güterverkehr aufgegeben. Zuletzt war er nur eine Ausweichanschlussstelle mit der Bezeichnung Calw Süd. Nach dem Ausbau der Weichen etwa um die Jahrtausendwende gibt es auch diese Betriebsstelle nicht mehr.

### Bahnhof Calw HHB an der Schwarzwaldbahn

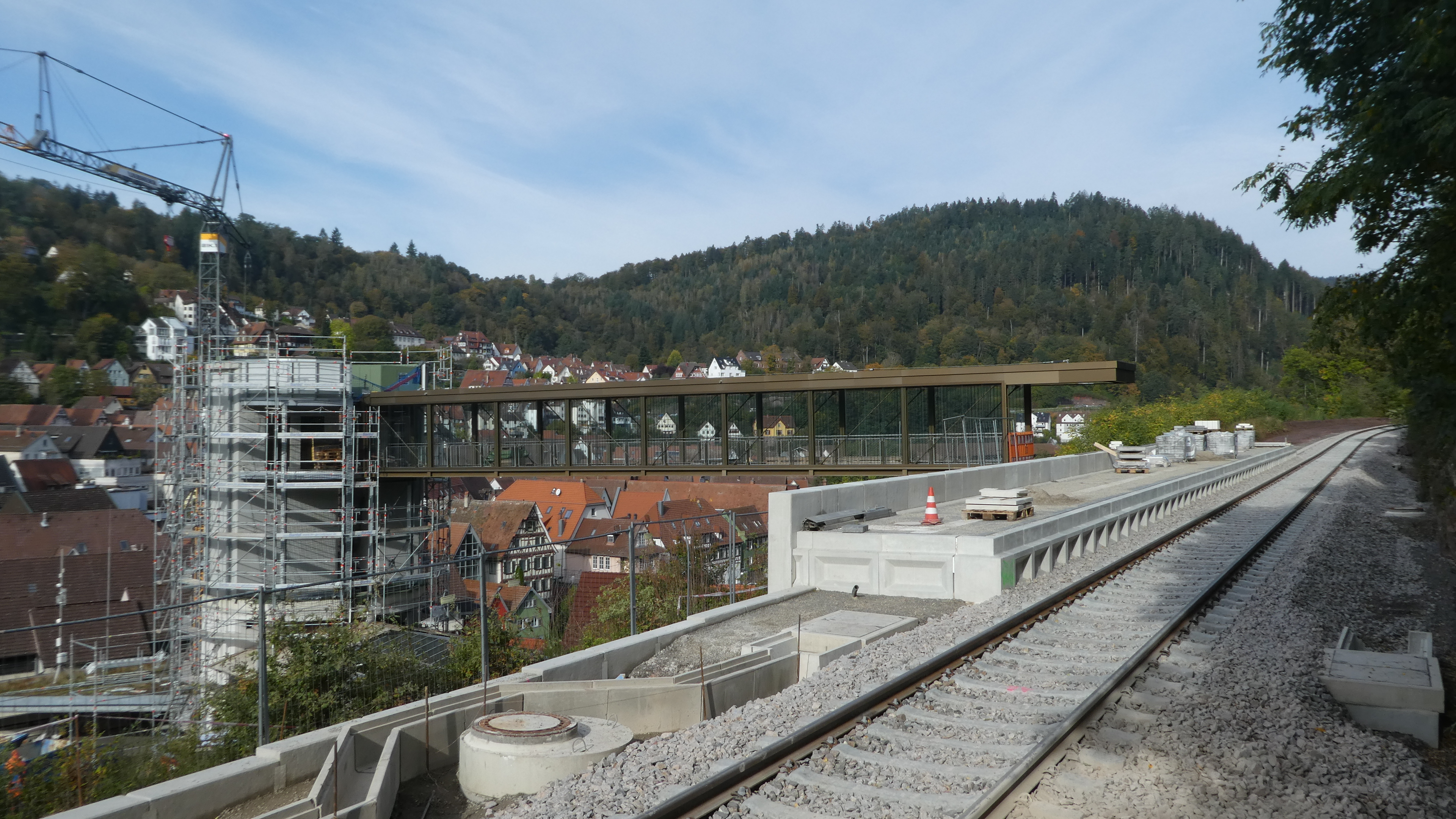
Bahnhof Calw HHB im Bau

Im Rahmen der Reaktivierung der Schwarzwaldbahn Weil der Stadt–Calw (als Hermann-Hesse-Bahn, HHB) entsteht ein neuer Bahnhof einige Meter oberhalb der Nagoldtalbahn. Über den um elf Meter erhöhten Aufzugsturm und eine Brücke wird die Verbindung zum bestehenden Haltepunkt an der Nagoldtalbahn und dem ZOB hergestellt.
Der Bahnhof an der Schwarzwaldbahn hat laut Betriebsstellenverzeichnis die Abkürzung TCWB. Obwohl es hier nur ein einziges Stumpfgleis geben wird, wurde diese Station als Bahnhof (und nicht als Haltepunkt) klassifiziert.
Die etwa 1 km lange Strecke bis zum alten Bahnhof Calw wird vorläufig nicht reaktiviert.

## Gebäude
Vom Bahnhof Calw zeugt heute noch ein relativ großes und repräsentatives, unter Denkmalschutz stehendes Empfangsgebäude. Zwischen zwei dreigeschossigen Eckbauten mit Walmdach liegt ein eingeschossiger Mittelbau, dessen Mittelteil ein zweites Geschoss mit Giebeln zur Straßen- und Gleisseite hat. Das 66 Meter lange Gebäude besteht komplett aus rotem Sandstein. Das Vordach auf der Gleisseite wird durch gusseiserne Pfeiler getragen. Heute beherbergt das Empfangsgebäude verschiedene Geschäfte.
Die beiden ebenfalls mechanischen Stellwerke des Bahnhofs stehen unter Denkmalschutz. Das Stellwerk 1 wird durch den Verein Württembergische Schwarzwaldbahn Calw als Museumsstellwerk erhalten.
Im Februar 2025 wurde festgestellt, dass das Gebäude des Stellwerks 2 einsturzgefährdet ist. Da die Deutsche Bahn das Risiko sah, das Teile des Gebäudes auf das anliegende Streckengleis fallen könnten, wurde es drei Monate lang von einer Sicherheitsfirma bewacht. Im Mai 2025 wurde das Gebäude dann mit einem Kran auf einen Parkplatz neben der Strecke versetzt. Das Stellwerk 2 plant der Verein Württembergische Schwarzwaldbahn Calw ebenfalls aufzuarbeiten und museal zu erhalten.

## Bahnsteige und Gleise
Der Bahnhof Calw besaß zu Zeiten des Personenverkehrs vier Bahnsteiggleise und ein weiteres Gleis zur Umfahrung der Bahnsteige für durchfahrende Züge. Gleis 1 lag am Hausbahnsteig, die Gleise 2, 3 und 4 an einem Mittelbahnsteig. Gleis 2 und 4 waren Durchgangsgleise zu beiden Seiten des Bahnsteiges. Gleis 3 war ein Stumpfgleis, das im nördlichen Ende des Mittelbahnsteiges endete, indem es den Bahnsteig für einige Meter mittig durchfuhr und ihn so in zwei schmale Teile aufspaltete. Heute ist nur noch das Gleis 1 als Streckengleis der Nagoldtalbahn in Betrieb. Alle Weichenverbindungen zwischen Gleis 1 und anderen Gleisen wurden entfernt. Jedoch sind mit Ausnahme von Gleis 2, das teilweise abgebaut wurde, alle Bahnhofsgleise, die beiden Bahnsteige und die Gleisanlagen des ehemaligen Bahnbetriebswerkes noch vorhanden (Stand 2024). Die Bahnsteige sind durch einen Zaun nicht mehr zugänglich. Auf Gleis 3 und auf mehreren Gleisen des Bahnbetriebswerkes sind Fahrzeuge des Vereins Württembergische Schwarzwaldbahn Calw–Weil der Stadt (WSB) abgestellt (Stand 2024).